# Загребье
Загребье (бел. Загрэб'е) — посёлок в Болотнянском сельсовете Рогачёвского района Гомельской области Беларуси.

## География

### Расположение
В 46 км на северо-восток от районного центра и железнодорожной станции Рогачёв (на линии Могилёв — Жлобин), 107 км от Гомеля.

### Гидрография
На реке Гутлянка (приток реки Днепр).

## Транспортная сеть
Транспортные связи по просёлочной, затем автомобильной дороге Довск — Славгород). Планировка состоит из короткой улицы, ориентированной с юго-востока на северо-запад. Жилые дома деревянные, усадебного типа.

## История
Основан в начале 1920-х годов переселенцами из соседних деревень на бывших помещичьих землях. В 1932 году жители вступили в колхоз. Согласно переписи 1959 года в составе колхоза имени В. И. Ленина (центр — деревня Болотня).

## Население

### Численность
- 2004 год — 12 хозяйств, 27 жителей.

### Динамика
- 1959 год — 64 жителя (согласно переписи).
- 2004 год — 12 хозяйств, 27 жителей.